# Hansa Studios
Hansa Studio (The Hall by The Wall), tidigare Hansa Tonstudio är en inspelningsstudio som ligger på Köthener Strasse 38 i Berlin. Den nuvarande ägaren är Hansa Records men det finns ett flertal andra hyresgäster i huset; bl.a. den svenske musikproducenten Michael Ilbert som hyr en studio.
Byggnaden började byggas 1910 och stod klar 1913. Från början tillhörde den byggnadsarbetarskrået i Berlin. Under andra världskriget bombades byggnaden av de allierade, men den stod kvar och skadorna kunde repareras. När Berlin blev en delad stad och Berlinmuren restes kom byggnaden att hamna bara några meter från muren, på västsidan.
1972 köpte bröderna Peter och Thomas Meisel från Meisel Music Publishers byggnaden och gjorde om den till musikstudio.
Hansa Studio (The Hall by The Wall) fick sitt namn dels från den stora salen, Studio 2 eller Der Meistersaal, i vilken en del av inspelningarna gjordes, dels från sitt läge vid Berlinmuren. Der Meistersaal (mästarsalen) heter så eftersom det var där de gesäller inom byggnadsarbetarskrået som klarat sina mästarprov fick ta emot sina mästarbrev. Idag används den stora salen för fester och dans och i det gamla mixerrummet finns idag en bardisk.
Här har bland annat David Bowie, Pet Shop Boys, Iggy Pop, Depeche Mode, U2 och Kent spelat in. 

## Påverkan i musiken
Under 1980-talet var Depeche Mode i Hansa Studio och spelade in. På bottenvåningen i huset låg vid den tiden en liten bar som bland annat serverade Toast Hawaii. Bandmedlemmen Andrew Fletcher var väldigt förtjust i dessa varma smörgåsar. Med hjälp av övriga medlemmar i Depeche Mode spelade han in ett (hittills outgivet) soloalbum med coverversioner, som döptes till Toast Hawaii efter just de smörgåsar som serverades på denna bar. När han i början av 2000-talet startade ett eget skivbolag döptes även det till Toast Hawaii.